# Norton (Wirginia)
Norton – miasto w Stanach Zjednoczonych, w stanie Wirginia, w hrabstwie Wise.